# Велики Врх (Шмартно об Паки)
Велики Врх (словен. Veliki Vrh) је насељено место у општини Шмартно об Паки, Савињска регија, Словенија.

## Историја
До територијалне реорганизације у Словенији био је у саставу старе општине Велење.

## Становништво
У попису становништва из 2011. године, Велики Врх је имао 270 становника.
| Број становника према пописима | Број становника према пописима | Број становника према пописима |
| ------------------------------ | ------------------------------ | ------------------------------ |
| 1991                           | 2002                           | 2011                           |
| 218                            | 239                            | 270                            |